# Karim Khan Zand

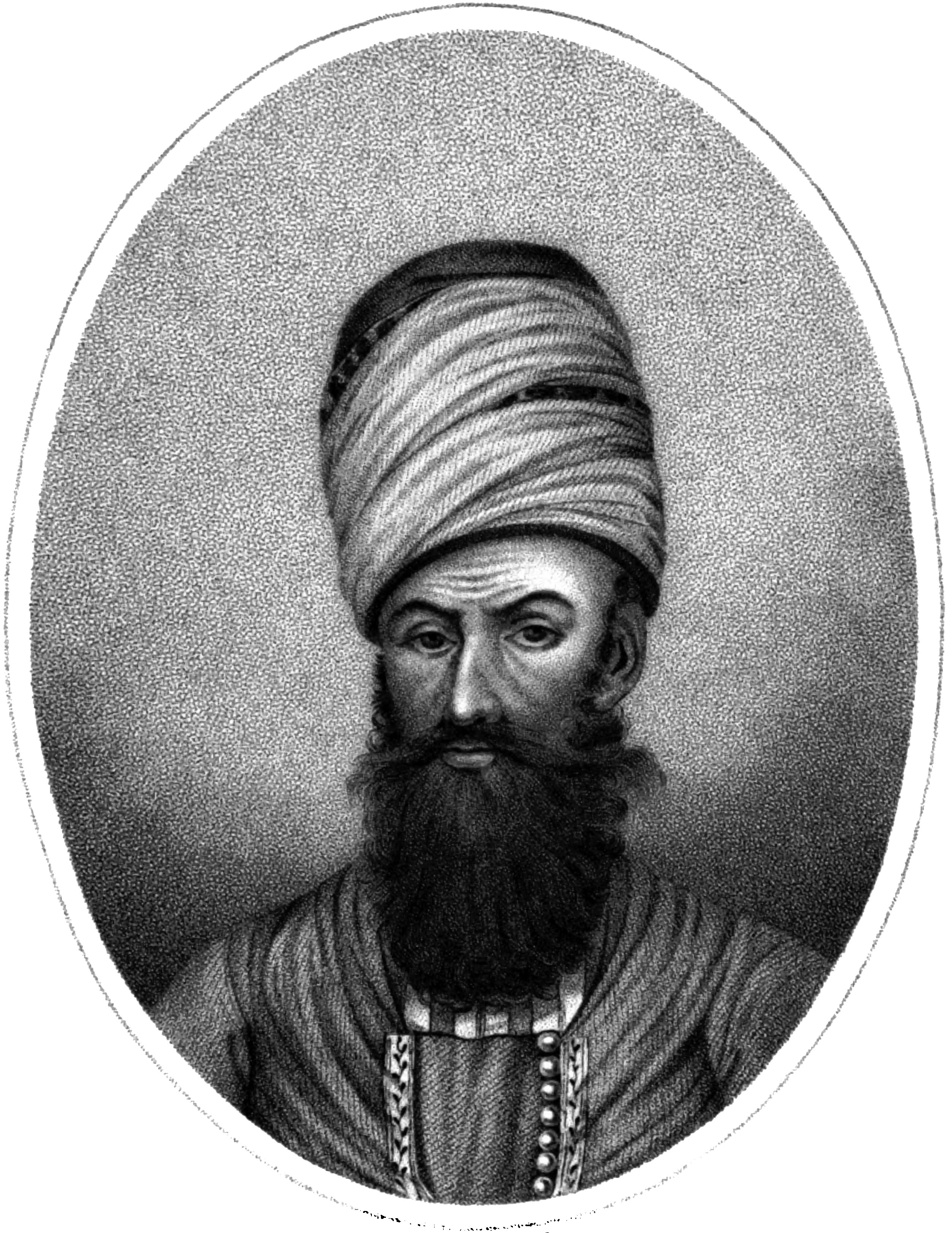
Karim Khan Zand

Karim Khan Zand (persiska: کریم خان زند, luriska: Kärim khan e Zänd), född 1705, död 1779, var  stamledare för den luriska stammen Zand och regent i södra Persien från 1760 till 1779, grundare av den persiska Zanddynastin. Karim Khan inledde sin militära karriär som officer i Nader Shahs armé och tog sedan makten i Shiraz efter dennes död. Fastän han var de facto shah använde han inte denna titel utan titulerade sig som Vakil ar-Ra'aayaa.
Under Karim Khan Zand var Shiraz Persiens huvudstad och han lät uppföra flera berömda byggnader i staden, däribland den berömda borgen. Han var en folkkär härskare och beskyddare av litteratur och konst. Under hans regeringstid förbättrades landets relationer till England som tilläts upprätta handelskontor i Shiraz och Bushehr i södra Persien.